# SpaceX Crew-12
SpaceX Crew-12 — двенадцатый пилотируемый полёт американского космического корабля Crew Dragon компании SpaceX в рамках программы NASA Commercial Crew Program. Корабль доставит четырёх членов экипажа миссии Crew-12 и космических экспедиций МКС-74/75 на Международную космическую станцию (МКС).